# Disconnect (Prison Break)
Disconnect este al  12-lea episod din sezonul al 2-lea al serialului de televiziune Prison Break.